# NGC 7136
NGC 7136 é uma estrela dupla na direção da constelação de Capricornus. O objeto foi descoberto pelo astrônomo Frank Muller em 1886, usando um telescópio refrator com abertura de 26 polegadas. 